# Ailuroedus
Ailuroedus – rodzaj ptaków z rodziny altanników (Ptilonorhynchidae).

## Zasięg występowania
Rodzaj obejmuje gatunki występujące w Australii, na Nowej Gwinei i sąsiednich wyspach.

## Morfologia
Długość ciała 24–31 cm, masa ciała 100–289 g (samce są nieco większe i cięższe od samic).

## Systematyka
Rodzaj zdefiniował w 1851 roku niemiecki ornitolog Jean Cabanis w publikacji własnego autorstwa poświęconej kolekcji ornitologicznej Ferdinanda Heine znajdującej się w zbiorach Museum Heineanum. Gatunkiem typowym jest (oznaczenie monotypowe) miauczek zielony (A. crassirostris).

### Etymologia
- Ailuroedus (Alluroedus, Aeluroedus, Aeluraedus, Aelaeroedus): gr. αιλουρος ailouros „kot”; αοιδος aojda lub ωδος odos „śpiewak”, od αειδω aeidō „śpiewać”[12].
- Chlorokitta (Chloroktita): gr. χλωρος khlōros „zielony”; rodzaj Kitta Temminck, 1826 (altannik)[13]. Typ nomenklatoryczny: Lanius crassirostris Paykull, 1815.
- Buccokitta: zbitka wyrazowa epitetu gatunkowego Kitta buccoides Temminck, 1835[14]. Typ nomenklatoryczny (oznaczenie monotypowe): Kitta buccoides Temminck, 1835.

### Podział systematyczny
W zależności od ujęcia systematycznego do rodzaju zalicza się od sześciu do dziesięciu gatunków; tutaj podział systematyczny za Kompletną listą ptaków świata:
- Ailuroedus stonii Sharpe, 1876 – miauczek cynamonowy
- Ailuroedus buccoides (Temminck, 1836) – miauczek białouchy
- Ailuroedus geislerorum A.B. Meyer, 1891 – miauczek białobrody
- Ailuroedus crassirostris (Paykull, 1815) – miauczek zielony
- Ailuroedus maculosus E.P. Ramsay, 1875 – miauczek plamisty
- Ailuroedus melanotis (G.R. Gray, 1858) – miauczek czarnouchy